# قائمة قرارات مجلس الأمن التابع للأمم المتحدة من 2001 إلى 2100
هذه قائمة قرارات مجلس أمن الأمم المتحدة رقم 2001 إلى 2100 المعتمدة في الفترة بين 28 يوليو 2011 و25 أبريل 2013.

## القائمة
| القرارات | التاريخ           | التصويت                                                        | الاهتمامات                                                                          |
| -------- | ----------------- | -------------------------------------------------------------- | ----------------------------------------------------------------------------------- |
| 2001     | 28 يوليو 2011     | 15-0-0                                                         | تمديد ولاية بعثة الأمم المتحدة للمساعدة في العراق                                   |
| 2002     | 29 يوليو 2011     | 15-0-0                                                         | تشدد العقوبات ضد إريتريا والصومال                                                   |
| 2003     | 29 يوليو 2011     | 15-0-0                                                         | تمدد ولاية العملية المشتركة بين الاتحاد الأفريقي والأمم المتحدة في دارفور           |
| 2004     | 30 أغسطس 2011     | 15-0-0                                                         | تمديد ولاية قوة الأمم المتحدة المؤقتة في لبنان                                      |
| 2005     | 14 سبتمبر 2011    | 15-0-0                                                         | تمدد ولاية مكتب الأمم المتحدة المتكامل لبناء السلام في سيراليون                     |
| 2006     | 14 سبتمبر 2011    | 15-0-0                                                         | يسمح للقضاة المؤقتين في المحكمة الجنائية الدولية لرواندا بالتصويت والمرشحين للرئاسة |
| 2007     | 14 سبتمبر 2011    | 15-0-0                                                         | تمديد فترة ولاية القضاة في المحكمة الجنائية الدولية ليوغوسلافيا السابقة             |
| 2008     | 16 سبتمبر 2011    | 15-0-0                                                         | الحالة في ليبيريا                                                                   |
| 2009     | 16 سبتمبر 2011    | 15-0-0                                                         | أسس بعثة الأمم المتحدة للدعم في ليبيا                                               |
| 2010     | 30 سبتمبر 2011    | 15-0-0                                                         | الوضع في الصومال                                                                    |
| 2011     | 12 أكتوبر 2011    | 15-0-0                                                         | تمديد تفويض قوة المساعدة الأمنية الدولية في أفغانستان                               |
| 2012     | 14 أكتوبر 2011    | 15-0-0                                                         | تمدد ولاية بعثة الأمم المتحدة لتحقيق الاستقرار في هايتي                             |
| 2013     | 14 أكتوبر 2011    | 15-0-0                                                         | يسمح للقاضي في المحكمة الجنائية الدولية لرواندا بالعمل بدوام جزئي                   |
| 2014     | 21 أكتوبر 2011    | 15-0-0                                                         | الوضع في اليمن                                                                      |
| 2015     | 24 أكتوبر 2011    | 15-0-0                                                         | الوضع في الصومال                                                                    |
| 2016     | 27 أكتوبر 2011    | 15-0-0                                                         | إنهاء التدخل العسكري في ليبيا                                                       |
| 2017     | 31 أكتوبر 2011    | 15-0-0                                                         | الوضع في ليبيا                                                                      |
| 2018     | 31 أكتوبر 2011    | 15-0-0                                                         | السلام والأمن في أفريقيا                                                            |
| 2019     | 16 نوفمبر 2011    | 15-0-0                                                         | الوضع في البوسنة والهرسك                                                            |
| 2020     | 22 نوفمبر 2011    | 15-0-0                                                         | الوضع في الصومال                                                                    |
| 2021     | 29 نوفمبر 2011    | 15-0-0                                                         | الحالة المتعلقة بـ جمهورية الكونغو الديمقراطية                                      |
| 2022     | 2 ديسمبر 2011     | 15-0-0                                                         | تمدد ولاية بعثة الأمم المتحدة للدعم في ليبيا                                        |
| 2023     | 5 ديسمبر 2011     | 13–0–2 (ممتنعون عن التصويت: الصين، روسيا)                      | السلام والأمن في أفريقيا                                                            |
| 2024     | 14 ديسمبر 2011    | 15-0-0                                                         | تقارير الأمين العام عن السودان                                                      |
| 2025     | 14 ديسمبر 2011    | 15-0-0                                                         | الحالة في ليبيريا                                                                   |
| 2026     | 14 ديسمبر 2011    | 15-0-0                                                         | تمديد ولاية قوة الأمم المتحدة لحفظ السلام في قبرص                                   |
| 2027     | 20 ديسمبر 2011    | 15-0-0                                                         | الوضع في بوروندي                                                                    |
| 2028     | 21 ديسمبر 2011    | 15-0-0                                                         | الوضع في الشرق الأوسط                                                               |
| 2029     | 21 ديسمبر 2011    | 15-0-0                                                         | يسمح للقاضي في المحكمة الجنائية الدولية لرواندا بالعمل بدوام جزئي                   |
| 2030     | 21 ديسمبر 2011    | 15-0-0                                                         | الحالة في غينيا - بيساو                                                             |
| 2031     | 21 ديسمبر 2011    | 15-0-0                                                         | الوضع في جمهورية أفريقيا الوسطى                                                     |
| 2032     | 22 ديسمبر 2011    | 15-0-0                                                         | تقارير الأمين العام عن السودان                                                      |
| 2033     | 12 يناير 2012     | 15-0-0                                                         | السلام والأمن في أفريقيا                                                            |
| 2034     | 19 يناير 2012     | 15-0-0                                                         | الانتخابات والشواغر في محكمة العدل الدولية                                          |
| 2035     | 17 فبراير 2012    | 15-0-0                                                         | تقارير الأمين العام عن السودان                                                      |
| 2036     | 22 فبراير 2012    | 15-0-0                                                         | الوضع في الصومال                                                                    |
| 2037     | 23 فبراير 2012    | 15-0-0                                                         | الوضع في تيمور الشرقية                                                              |
| 2038     | 29 فبراير 2012    | 15-0-0                                                         | المحكمة الجنائية الدولية ليوغوسلافيا السابقة                                        |
| 2039     | 29 فبراير 2012    | 15-0-0                                                         | السلام والأمن في أفريقيا                                                            |
| 2040     | 12 مارس 2012      | 15-0-0                                                         | تمدد ولاية بعثة الأمم المتحدة للدعم في ليبيا                                        |
| 2041     | 22 مارس 2012      | 15-0-0                                                         | تمديد تفويض بعثة الأمم المتحدة للمساعدة في أفغانستان                                |
| 2042     | 14 أبريل 2012     | 15-0-0                                                         | سوريا، قرار قوة المراقبين                                                           |
| 2043     | 21 أبريل 2012     | 15-0-0                                                         | أسس بعثة الأمم المتحدة للإشراف في سوريا                                             |
| 2044     | 24 أبريل 2012     | 15-0-0                                                         | تمديد ولاية بعثة الأمم المتحدة للاستفتاء في الصحراء الغربية                         |
| 2045     | 26 أبريل 2012     | 15-0-0                                                         | حظر الأسلحة وحظر تجارة الماس ضد ساحل العاج                                          |
| 2046     | 2 مايو 2012       | 15-0-0                                                         | تقارير الأمين العام عن السودان                                                      |
| 2047     | 17 مايو 2012      | 15-0-0                                                         | تقارير الأمين العام عن السودان                                                      |
| 2048     | 18 مايو 2012      | 15-0-0                                                         | الحالة في غينيا - بيساو                                                             |
| 2049     | 7 يونيو 2012      | 15-0-0                                                         | تمديد ولاية لجنة مراقبة العقوبات ضد إيران                                           |
| 2050     | 12 يونيو 2012     | 15-0-0                                                         | تمدد ولاية مراقبة لجنة الخبراء العقوبات ضد كوريا الشمالية                           |
| 2051     | 12 يونيو 2012     | 15-0-0                                                         | الوضع في الشرق الأوسط                                                               |
| 2052     | 27 يونيو 2012     | 15-0-0                                                         | الوضع في الشرق الأوسط                                                               |
| 2053     | 27 يونيو 2012     | 15-0-0                                                         | الحالة المتعلقة بـ جمهورية الكونغو الديمقراطية                                      |
| 2054     | 29 يونيو 2012     | 15-0-0                                                         | المحكمة الجنائية الدولية لرواندا                                                    |
| 2055     | 29 يونيو 2012     | 15-0-0                                                         | عدم انتشار أسلحة الدمار الشامل                                                      |
| 2056     | 5 يوليو 2012      | 15-0-0                                                         | الوضع في مالي                                                                       |
| 2057     | 5 يوليو 2012      | 15-0-0                                                         | تقارير الأمين العام عن السودان                                                      |
| 2058     | 19 يوليو 2012     | 13–0–2 (الممتنعون عن التصويت: أذربيجان، باكستان)               | تمديد ولاية قوة الأمم المتحدة لحفظ السلام في قبرص                                   |
| 2059     | 20 يوليو 2012     | 15-0-0                                                         | يمدد ولاية بعثة الأمم المتحدة للإشراف في سوريا                                      |
| 2060     | 25 يوليو 2012     | 15-0-0                                                         | الوضع في الصومال                                                                    |
| 2061     | 25 يوليو 2012     | 15-0-0                                                         | تمديد ولاية بعثة الأمم المتحدة للمساعدة في العراق                                   |
| 2062     | 26 يوليو 2012     | 15-0-0                                                         | تمدد ولاية عملية الأمم المتحدة في كوت ديفوار                                        |
| 2063     | 31 يوليو 2012     | 14–0–1 (الممتنعون: أذربيجان)                                   | تمدد ولاية العملية المشتركة بين الاتحاد الأفريقي والأمم المتحدة في دارفور           |
| 2064     | 30 أغسطس 2012     | 15-0-0                                                         | تمديد ولاية قوة الأمم المتحدة المؤقتة في لبنان                                      |
| 2065     | 12 سبتمبر 2012    | 15-0-0                                                         | تمدد ولاية مكتب الأمم المتحدة المتكامل لبناء السلام في سيراليون                     |
| 2066     | 17 سبتمبر 2012    | 15-0-0                                                         | الحالة في ليبيريا                                                                   |
| 2067     | 18 سبتمبر 2012    | 15-0-0                                                         | الوضع في الصومال                                                                    |
| 2068     | 19 سبتمبرber 2012 | 11–0–4 (الممتنعون عن التصويت: أذربيجان، الصين، باكستان، روسيا) | الأطفال في النزاعات المسلحة                                                         |
| 2069     | 9 أكتوبر 2012     | 15-0-0                                                         | تمديد تفويض قوة المساعدة الأمنية الدولية في أفغانستان                               |
| 2070     | 12 أكتوبر 2012    | 15-0-0                                                         | تمدد ولاية بعثة الأمم المتحدة لتحقيق الاستقرار في هايتي                             |
| 2071     | 12 أكتوبر 2012    | 15-0-0                                                         | نزاع مالي الشمالي 2012                                                              |
| 2072     | 31 أكتوبر 2012    | 15-0-0                                                         | الوضع في الصومال                                                                    |
| 2073     | 7 نوفمبر 2012     | 15-0-0                                                         | الوضع في الصومال                                                                    |
| 2074     | 14 نوفمبر 2012    | 15-0-0                                                         | الوضع في البوسنة والهرسك                                                            |
| 2075     | 16 نوفمبر 2012    | 15-0-0                                                         | تقارير الأمين العام عن السودان                                                      |
| 2076     | 20 نوفمبر 2012    | 15-0-0                                                         | الحالة المتعلقة بـ جمهورية الكونغو الديمقراطية                                      |
| 2077     | 21 نوفمبر 2012    | 15-0-0                                                         | الوضع في الصومال                                                                    |
| 2078     | 28 نوفمبر 2012    | 15-0-0                                                         | الحالة في جمهورية الكونغو الديمقراطية                                               |
| 2079     | 12 ديسمبر 2012    | 15-0-0                                                         | الحالة في ليبيريا                                                                   |
| 2080     | 12 ديسمبر 2012    | 15-0-0                                                         | السماح للقاضي في المحكمة الجنائية الدولية لرواندا بالعمل بدوام جزئي                 |
| 2081     | 17 ديسمبر 2012    | 14–0–1 (ممتنع: روسيا)                                          | المحكمة الجنائية الدولية ليوغوسلافيا السابقة                                        |
| 2082     | 17 ديسمبر 2012    | 15-0-0                                                         | التهديدات للسلم والأمن الدوليين الناجمة عن الأعمال الإرهابية.                       |
| 2083     | 17 ديسمبر 2012    | 15-0-0                                                         | التهديدات للسلم والأمن الدوليين الناجمة عن الأعمال الإرهابية.                       |
| 2084     | 19 ديسمبر 2012    | 15-0-0                                                         | الوضع في الشرق الأوسط.                                                              |
| 2085     | 20 ديسمبر 2012    | 15-0-0                                                         | الوضع في مالي                                                                       |
| 2086     | 21 يناير 2013     | 15-0-0                                                         | بعثات حفظ السلام التابعة للأمم المتحدة                                              |
| 2087     | 22 يناير 2013     | 15-0-0                                                         | الوضع في كوريا الشمالية                                                             |
| 2088     | 24 يناير 2013     | 15-0-0                                                         | الوضع في جمهورية أفريقيا الوسطى                                                     |
| 2089     | 24 يناير 2013     | 14–0–1 (الممتنعون: أذربيجان)                                   | الحالة في قبرص                                                                      |
| 2090     | 13 فبراير 2013    | 15-0-0                                                         | الوضع في بوروندي                                                                    |
| 2091     | 14 فبراير 2013    | 15-0-0                                                         | الوضع في السودان                                                                    |
| 2092     | 22 فبراير 2013    | 15-0-0                                                         | الحالة في غينيا - بيساو                                                             |
| 2093     | 6 مارس 2013       | 15-0-0                                                         | تخفيف الحظر المفروض على الأسلحة الصومال وتمديد ولاية أميسوم لسنة أخرى               |
| 2094     | 7 مارس 2013       | 15-0-0                                                         | عقوبات للحد من الواردات إلى كوريا الشمالية                                          |
| 2095     | 14 مارس 2013      | 15-0-0                                                         | الوضع في ليبيا                                                                      |
| 2096     | 19 مارس 2013      | 15-0-0                                                         | الوضع في أفغانستان                                                                  |
| 2097     | 26 مارس 2013      | 15-0-0                                                         | الوضع في سيراليون                                                                   |
| 2098     | 28 مارس 2013      | 15-0-0                                                         | الحالة في جمهورية الكونغو الديمقراطية                                               |
| 2099     | 25 أبريل 2013     | 15-0-0                                                         | الوضع في الصحراء الغربية                                                            |
| 2100     | 25 أبريل 2013     | 15-0-0                                                         | الوضع في مالي                                                                       |